# Juan de Alba y Peña
Juan de Alba y Peña (¿Alicante, c. 1820? - Valencia, enero de 1892) fue un autor dramático, actor y poeta español del siglo XIX, activo entre 1840 y 1886.

## Biografía
Poco se conoce sobre él. Tal vez era de Alicante, ya que su primera obra dramática se representó allí en 1840; por este mismo razonamiento podría decirse que nació hacia 1820. Se consagró sobre todo a la escritura de dramas históricos solo o en colaboración con otros autores y de este subgénero teatral alcanzó tal conocimiento que, ya al borde de su vida, escribió y publicó un Tratado de declamación y semblanza de los emperadores y reyes que están más en juego en las tragedias y dramas (1886). Sin embargo, también escribió zarzuelas, comedias, parodias, apropósitos, piezas en un acto y juguetes cómicos. Imprimió un volumen de Poesías (Valencia, 1853) en que figura la única representación litográfica del autor y se conserva su correspondencia con Manuel Catalina (1865-1874). Atento a la realidad de su tiempo, no dejó hecho histórico contemporáneo por celebrar con alguna pieza al efecto. Por ejemplo, contribuyó al bicentenario de la muerte de Pedro Calderón de la Barca con Un triunfo de Calderón (1881), festejó la guerra de África en La toma de Tetuán (1860) y la actuación de la Cruz Roja durante una epidemia con su La Cruz Roja en Alicante (1873). En sus últimos años dirigió la compañía del Gran Teatro del Liceo de Barcelona. En Valencia intentó establecer en 1886 una escuela de declamación bajo la protección del Marqués de Campo, pero en 1887 falleció en Barcelona su esposa, la actriz Josefa Rizo, antaño primera actriz de declamación del Teatro del Circo en Madrid, y él mismo lo hizo en Valencia a fines de enero de 1892.

## Obras (incompleto)

### Poesía
- Poesías... Valencia : Impr. Ferrer de Orga, 1853.

### Dramaturgia
- Tratado de declamación y semblanza de los emperadores y reyes que están más en juego en las tragedias y dramas (1886)

### Dramas
- Amor y gloria. Drama en cuatro actos y en verso, Alicante, D. N. Carratalá, 1840.
- Con Víctor Balaguer, Wilfredo el Welloso (1843)
- Justicia aragonesa: drama en tres actos, original y en verso Madrid: Impr. de J. Repullés, 1844.
- Bandera blanca, españoles: drama en tres actos y en verso Madrid: Impr. de J. Repullés, 1844.
- Las hijas del Cid y los infantes de Carrión (1846)
- Con Cipriano López Salgado, La conquista de Murcia por D. Jaime de Aragón: drama histórico, en tres actos, dividido en cuatro cuadros, y en verso Madrid: Impr. de V. de Lalama, 1848.
- Con Víctor Balaguer, Las cuatro barras de sangre (segunda parte de Ulfredo el velloso) (1848)
- Don Juan de Austria: drama en un acto y en verso 1874
- Mallorca cristiana por don Jaime Primero de Aragón: comedia heroica en cuatro actos y en verso 1851
- Escenas del siglo de las luces: drama en tres actos y en verso 1853
- Con Eugenio Rubí, La máscara del crimen o Curro el arrendador (1852)
- Los mártires de Polonia (1863)
- El rey don Alfonso Onceno: drama heroico, popular e histórico en un acto y en verso Madrid: Impr. de Manuel Béjar, 1877.
- El porvenir de las familias: drama de costumbres en tres actos y en verso Madrid: Imprenta de José Rodríguez, 1865.
- La serpiente del crimen: drama en dos actos y en verso 1874
- El diablo esta en todas partes Madrid: Cipriano López, 1856.
- Los pecados de los padres: drama de costumbres en tres actos y en verso Madrid: Impr. de J. Rodríguez, 1860.
- Con Eugenio Rubí, Nerón drama de grande espectáculo en tres actos y en verso. Madrid, Lázaro Maroto, 1866.
- Sucesos de la Guerra de Oriente y toma de la torre de Malacokoff: melodrama militar en tres actos Barcelona: Imp. T. Gorchs, 1856.
- El conde de Montecristo: drama en cuatro actos y en verso.
- La toma de Tetuán... Madrid: Rodríguez, 1860.
- ¡¡La caridad!! o El terremoto de Manila: drama en tres actos y en verso. Manuscrita.
- Laurel entre zarzas, ó la doble carcajada: drama en tres actos y en verso Madrid: Librería de los Señores viuda e hijos de J. Cuesta, 1871.
- Los hijos del trabajo: drama en un acto y en verso Madrid: Impr. de J. Rodríguez, 1873.
- Un triunfo de Calderón. Drama en un acto y en verso Madrid: Impr. José Rodríguez, 1881.

### Obras cómicas
- A Zaragoza por locos: comedia en tres actos y en verso 1852
- Los órganos de Móstoles: segunda parte de A Zaragoza por locos: comedia en tres actos y en verso Madrid: C. Gonzalez, 1856.
- Madrid a vista de pájaro: comedia en tres actos en verso Madrid: Impr. de J. Rodríguez, 1860.
- Los pretendientes del día: comedia en dos actos y en verso 1851
- El siglo del bombo (1853)
- La astucia rompe cerrojos: juguete cómico en un acto y en verso 1857
- La Noche Buena de 1865: comedia de enredo en dos actos y en verso 1865

### Zarzuelas
- Una tarde de toros: zarzuela 1848
- La ley del embudo, 1848, zarzuela
- El turrón de Noche-Buena; zarzuela en un acto y en verso. Salamanca, Est. Tip. del Hospicio, 1868.
- Con Rodríguez Saavedra, El paje de la marquesa (1882)

### Teatro menor
- El ángel salvador de España, o, La fragata Numancia después de la victoria: loa en un acto y en verso, Madrid: Impr. de J. Rodríguez, 1866.
- La venganza de Catana parodia de La venganza catalana, en cuatro cuadros y en verso. Madrid, Impr. de J. Rodríguez, 1864 (parodia de la obra de Antonio García Gutiérrez).
- Don Juan Trapisonda, o El demonio en una casa: juguete cómico en un acto Madrid: Impr. de José María Repullés, 1850.
- Honrar a Dios y a los pobres: apropósito en un acto y en verso, 1879
- Las mocedades de Don Juan Tenorio (1877), apropósito lírico-cómico-dramático.
- Cantones domésticos: comedia en un acto y en verso Madrid: Impr. de J. Rodríguez, 1873
- La Cruz Roja en Alicante: apropósito en un acto y en verso Madrid : Impr. de J. Rodríguez, 1873.
- Contra soberbia humildad: drama de costumbres en un acto y en verso  Madrid: Impr. de J. Rodríguez, 1876.
- Los pobres vergonzantes, o, La perla del rastro: comedia en un acto y en verso Madrid: Impr. de G. Alhambra, 1868.
- ¡No más interinidad! Apropósito en un acto y en verso San Sebastián: Impr. del Aurrera, 1870
- El pueblo y la patria en cueros: apropósito fantástico en un acto y en verso original Madrid: Impr. del Centro Industrial y Mercantil, 1865.